# Ерих I фон Хоя
Ерих I фон Хоя (на немски: Erich von Hoya; * ок. 1410; † 1458) е от 1437 до 1441 или 1442 г. администратор (епископ) на Оснабрюк. Между 1450 и 1457 г. той е геген-епископ, иска за себе си епископство Мюнстер.

## Биография
Той е четвъртият син на граф Ерих I фон Хоя (1370 – 1426) и съпругата му Хелена фон Брауншвайг-Волфенбютел († 1373), дъщеря на херцог Магнус II фон Брауншвайг-Люнебург и Катарина фон Анхалт-Бернбург. По-големият му брат Йохан V († 1466), последва баща му като граф на горното Графство Хоя. Брат му Албрехт († 1473) e епископ на Минден и администратор на Оснабрюк. Брат му Ото († 1440) e администратор на Мюнстер и Бремен. Племенник е на Йохан I фон Хоя, епископ на Падерборн и Хилдесхайм, и на Ото IV фон Хоя, епископ на Мюнстер (1392 – 1424) и администратор на Оснабрюк (1410 – 1424).
Ерих следва в университет на Ерфурт. От 1437 до 1457 г. е каноник в Кьолн. Той става администратор на Оснабрюк. Брат му Йохан V фон Хоя е затворен от град Оснабрюк за шест години. Ерих не успява да стане епископ на Мюнстер, през 1458 г. е избран Йохан фон Пфалц-Зимерн. Ерих получава компенсация една годишна реколта, като неговият доход като каноник на катедралата в Кьолн.